# Émile Buisson
Pour les articles homonymes, voir Buisson.
Émile Buisson dit « Mimile » ou « Fatalitas », né le 19 août 1902 à Paray-le-Monial (Saône-et-Loire) et guillotiné à Paris 14e le 28 février 1956, est un malfaiteur français.

## Biographie
Né le 19 août 1902 à Paray-le-Monial en Saône-et-Loire, Émile Buisson connaît une enfance difficile. Son père, François Buisson, travaillant tour à tour comme fumiste et maçon, est un alcoolique doublé d'un mauvais payeur. Quant à sa mère, elle est aliénée. Il a deux frères aînés Jean-Baptiste,,, et Paul,, ainsi que trois sœurs Eugénie,, Jeanne et Emma qui, sur ordre de leur père, doivent voler dans les fermes et les caves du village.
Déjà emprisonné à l'âge de seize ans pour de simples vols à la tire et pour détention d'arme, il accumule en compagnie de son frère Jean-Baptiste, dit « Le Nus », des condamnations pour divers méfaits durant les dix années qui suivront. Appelé pour le service militaire, Émile est envoyé en raison de ses antécédents, dans l'infanterie coloniale au Maroc où il fait le coup de feu contre Abd el-Krim à Ouezzan. Blessé, il est décoré, pensionné et titulaire du cor de chasse, insigne qui distingue le meilleur tireur du régiment.
De retour à la vie civile, il reprend les braquages avec Jean-Baptiste. En 1931, les frères Buisson s'exilent à Shanghai, ville où ils passent cinq ans et ouvrent une « maison close ». Ils y rencontrent un gangster de Chicago qui les initie aux méthodes du banditisme moderne, mais ils se font escroquer en essayant de mettre en place un trafic aux faux dollars.
De retour en France, ruiné, Émile Buisson renoue avec le crime. Il compte à son actif de nombreux braquages. Le fameux braquage de l'agence du Crédit lyonnais de Troyes le 29 décembre 1937, dans lequel il s'empare de 1,8 million de francs, conduit cependant à son arrestation quelques mois plus tard, le 6 avril 1938, dans un hôtel de Lille. Profitant de l'exode de 1940, il réussit à s'évader durant un transfert.
Émile Buisson rejoint le groupe du contre-espionnage français du commissaire Blémant. Le 24 février 1941, en compagnie notamment d'Abel Danos, Joseph Rocca-Serra et Jean-Michel (Jean-Baptiste) Chave (Chaves), il participe au braquage des encaisseurs du CIC rue Taitbout à Paris, au cours duquel un des convoyeurs est tué. Le  29 octobre 1941, il se marie à Troyes avec Odette Genvois.
Cette même année, il est interpellé sous un faux nom par la Feldgendarmerie qui le remet à la police française. Le 13 mai 1943, il est condamné par la cour d'assises de l'Aube aux travaux forcés à perpétuité pour le braquage de Troyes. Il est transféré à la prison de la Santé à Paris en 1945. Il feint d'être atteint de graves troubles psychiatriques et est interné à l'hôpital psychiatrique pénitentiaire de Villejuif. Le 19 juin 1947, il tente une première évasion de Villejuif avec René Girier, dit « René la Canne », mais Marinette, l'épouse de ce dernier, est trouvée en possession d'un pistolet automatique 6,35 mm, chargé de cinq munitions. Une nouvelle tentative en compagnie de Girier réussit, le 3 septembre 1947. Mais alors qu'ils fuient en auto et sont à cinq kilomètres de l'asile, Buisson déclare à Girier : « Tu es trop tendre. Tu me gênes, descends », avant de l'abandonner à son sort sur le bord de la route. 
Après le spectaculaire braquage de l'Auberge d'Arbois et une course-poursuite avec les motards dès le 9 septembre, il devient l'ennemi public n°1 à la fin des années 1940, multipliant les braquages tous plus audacieux les uns que les autres et qui déconcertent les services de police.
Le commissaire Charles Chenevier, qui avait fait de l'arrestation de Buisson une affaire personnelle, confie alors le dossier à un jeune policier, l'inspecteur Roger Borniche qui infiltre le milieu et finit par capturer Buisson le 10 juin 1950 dans un restaurant, « La Mère Odue », située sur la RN13 à Claville dans l'Eure. Les policiers fournissent à un voyou de Fresnes une voiture et une planque, autant d'éléments qui manquent à Buisson qui prévoit le braquage de la poste d'Évreux, ce dernier s'alliant alors au voyou qui renseigne les policiers de ses intentions.
Trois ans d'instruction judiciaire seront nécessaires pour éclaircir les 36 meurtres et agressions attribués au gang de Buisson. Après avoir été condamné à la perpétuité, puis à mort, sa demande de grâce auprès du président René Coty est rejetée et Buisson est guillotiné le 28 février 1956 à  Paris 14e par le bourreau André Obrecht.
En 1975, Jean-Louis Trintignant a incarné ce gangster dans le film de Jacques Deray, Flic Story.

## Les différentes versions de son arrestation
L'arrestation d'Émile Buisson a donné lieu à plusieurs versions qui ont créé un flou sur les circonstances exactes de cette opération de police du samedi 10 juin 1950. La première version fut livrée aux médias dès le lundi suivant, le 12 juin 1950, lors d'une conférence de presse au ministère de l'Intérieur. Cette version officielle sera plus tard contredite par d'autres versions présentes dans des mémoires ou dans des interviews données à des journalistes.

### Les acteurs en présence
Outre Émile Buisson qui se tenait à l'office — et non dans la salle de restaurant —, se trouvaient donc dans l'auberge l'inspecteur Roger Borniche, son épouse Martine Borniche et le commissaire Gillard. Ainsi, selon les versions, « Marlyse », en réalité Martine, est tantôt inexistante (version officielle) tantôt présentée comme une jolie brune accompagnant Roger Borniche (version Chenevier 1957) tantôt la fiancée ou encore la compagne de Roger Borniche (enquête journalistique de 1969) tantôt la compagne de l'inspecteur Borniche (version du film Flic Story (1975)). En réalité, il s'agissait de Martine Borniche, épouse du policier depuis 1941. Elle était chargée de donner le change et de surveiller les gestes de Buisson, les deux policiers lui tournant le dos pour ne pas éveiller sa méfiance. 
Se tenaient à l'extérieur de l'auberge le commissaire Charles Chenevier et l'inspecteur Hours, prêts à intervenir.

### La présence de la femme dans l'opération
Bien que la femme de Borniche a directement participé à l'arrestation de l'ennemi public no 1 alors même qu'elle n'était ni policière, ni fonctionnaire, elle n'est pas mentionnée dans la conférence de presse donnée par le ministère de l'Intérieur. 
Sa présence fut pourtant décisive pour endormir la méfiance d'Émile Buisson, renseigner les policiers qui lui tournaient le dos et pour passer les menottes à Buisson lorsqu'il fut ceinturé par Roger Borniche.

### La thèse officielle
Selon ce qui est dit à la conférence de presse, information reprise dans les quotidiens du 13 juin 1950, l'arrestation est menée par 3 membres de la Sûreté nationale (Gillard, Hours et Borniche) dans un restaurant de Boulogne-Billancourt (banlieue ouest de Paris). Dans cette version officielle, il est précisé que le commissaire Chenevier, connu du bandit, n'était pas entré dans le restaurant. Le commissaire Chenevier sera parfois plus tard présenté comme l'auteur de l'arrestation ce qui est démenti par toutes les versions y compris la version officielle. 
Le quotidien La Liberté du mardi 13 juin 1950 relate les circonstances présumées de l'arrestation de Buisson telles qu'elles ont été servies aux médias :

« […] L'arrestation de Franck permit aux policiers de retrouver la trace de Buisson. Et, samedi, ils le retrouvaient à la porte de Saint-Cloud, au café des « Trois-Obus », que, depuis quelque temps il avait élu pour quartier général. De là, ils le suivirent dans un restaurant de la même localité, où ils le laissèrent prendre son repas. Comme le commissaire Chennevier  était connu du bandit, il vira à la porte tandis qu'ils faisait rentrer dans l'établissement le commissaire Gillard et les inspecteurs Hours et Borniche. Buisson achevait de déguster son café quand, soudain, les trois policiers bondirent sur l'homme et le ceinturèrent. La scène fut si rapide que le redoutable bandit n'eut pas même le temps de tirer le colt – chargé avec une balle dans le canon – qui était passé dans la ceinture de son pantalon. C'est encore vous, dit-il, quand il aperçut le commissaire Chennevier ? […] »

Ainsi la thèse officielle, malgré son travestissement, permettait d'établir quelques points intéressants :
- Charles Chenevier n'était pas dans l'auberge mais à l'extérieur ;
- Roger Borniche, lui, était bien à l'intérieur ;
- le commissaire Gillard était à l'intérieur également ;
- Buisson était armé, comme à son habitude, ce qui rendait l'intervention délicate et dangereuse.

Cette version était, toutefois, largement fausse :
- l'arrestation de Buisson n'a pas été réalisée dans un restaurant de Boulogne-Billancourt, mais à l'auberge « la Mère Odue », près d'Évreux en Normandie (Bernienville) [Notes 7] ;
- l'inspecteur Hours n'était pas présent dans cette auberge mais se trouvait à l'extérieur ;
- n'étaient pas présents dans l'auberge, trois inspecteurs de police, à des tables différentes, mais seulement, et à la même table, deux inspecteurs de police et une femme qui était l'épouse de l'un d'eux ce qui finira par être reconnu ultérieurement ;
- Buisson n'était pas un convive mais était hébergé par l'aubergiste.

### Qui était Charles Chenevier?
Charles Chenevier était un commissaire de police à la Sûreté nationale, grande rivale de la Préfecture de police de Paris.
La Préfecture de police avait compétence sur Paris et l'ancien département de la Seine, tandis que la Sûreté nationale, située à Paris, rue des Saussaies dans les locaux du ministère de l'Intérieur, possédait une compétence nationale (y compris sur Paris et l'ancienne Seine).
Au sein de la Sûreté nationale, existait un groupe nommé la Brigade de répression du banditisme. Elle était dirigée par le commissaire Charles Chenevier et avait pour équipe notamment le commissaire Gillard, l'inspecteur Leclerc, l'inspecteur Hours et l'inspecteur Borniche.
C'est cette équipe qui traqua les grands truands de l'après-guerre et notamment l'ennemi public no 1, Émile Buisson, mais aussi son frère Jean-Baptiste, ou encore Francis Guillo, René Girier dit « René la Canne », etc.
Charles Chenevier était donc bien présent à cette opération en Normandie, mais il ne pouvait se montrer ni arrêter personnellement Émile Buisson qu'il connaissait pour l'avoir déjà interrogé.
La présence du commissaire Chenevier n'a jamais été contestée par quiconque, pas même dans Flic Story, l'ouvrage de son adjoint, pas plus que dans le film tiré de ses mémoires dont l'histoire est nécessairement romancée pour les besoins du public, lecteur ou spectateur.
Comme le précise Georges Moreas, un autre ancien et célèbre policier, sur son blogue : « Roger Borniche n'a jamais prétendu écrire des documents, ni relater des dossiers. Il s'est contenté de raconter des histoires vraies, mais romancées […]. ».

### Seconde version: Charles Chenevier (1957)
En 1957, Charles Chenevier donne une nouvelle version de l'arrestation à un journaliste américain venu l'interviewer.
Son récit porte le titre de J'ai coffré l'Al Capone français, par l'inspecteur principal Charles Chenevier de la police parisienne.
Dans cette seconde version, Charles Chenevier situe, cette fois, l'arrestation non plus à Boulogne-Billancourt mais à Paris dans un restaurant de Montmartre nommé « Les Trois Escargots ».
Il n'est plus question de trois inspecteurs présents à des tables différentes, mais de l'arrivée de deux hommes et d'une femme.
Cette version nouvelle se rapproche, cette fois, de la vérité historique en reconnaissant qu'il n'y avait pas 3 inspecteurs de police dans le restaurant mais seulement deux, dont « monsieur André », en réalité son adjoint Roger Borniche et une « jolie brune » (en réalité madame Martine Borniche).
Il reconnaît, une nouvelle fois, être arrivé après l'arrestation et être entré au moment où Borniche ajustait les menottes de Buisson :

« L'épilogue de cette longue poursuite a pour cadre « Les Trois Escargots », un minuscule restaurant de Montmartre doté d'un contingent exceptionnellement compact de garçons. Comme d'habitude, ils s'affairaient dans un bruit de vaisselle et d'argenterie.
« Des fraises à la crème », commanda un petit homme pâle et tiré à quatre épingles, assis à une table de coin face à la porte.
De sa main gauche, il ajustait nerveusement ses lunettes de soleil, mais sa main droite enfoncée sur la boutonnière centrale de son veston demeurait immobile.
De sa place il avait remarqué l'arrivée d'une conduite intérieure noire Delahaye et il avait vu deux hommes fort bien habillés et une jolie brune en sortir et pénétrer dans le restaurant.
C'est une bien belle voiture, fit-il observer au garçon pendant que celui-ci disposait devant lui les fraises et la crème. De riches clients, sans doute, ajouta-t-il en saisissant une cuillère de la main gauche.
D'un regard perçant, derrière ses lunettes, il fixait le clip de diamants que la jolie brune portait à l'épaule. Sous son veston, sa main droite demeurait immobile.
Une sonnerie de téléphone retentit dans le fond du restaurant. Le barman répondit et s'adressant à la foule, il appela : « On demande monsieur André ».
Un des deux hommes qui étaient descendus de la Delahaye se leva et se dirigea lentement vers la cabine téléphonique.
Passant derrière le petit homme coquet qui avait commencé à manger ses fraises, il saisit brusquement les bras du dîneur stupéfait et les tira à lui.
La cuillère à fraise et un gros revolver noir roulèrent sur le sol.
À ce moment, je me frayai un chemin par la porte à tambour et je pénétrai dans le restaurant. « Monsieur André », en réalité mon adjoint Roger Borniche, était en train d'ajuster une paire de menottes aux poignets du petit homme dont le visage s'était renfrogné. […] »

### Troisième version: enquête d'André Larue (1969)
En 1969, André Larue, grand reporter à France-Soir, spécialisé pendant dix ans sur les affaires criminelles, mena une grande enquête sur les affaires traitées par le commissaire Charles Chenevier sur lequel il ne tarit pas d'éloges. En ce qui concerne l'arrestation de Buisson, il a pu réunir des indications précises sur l'arrestation qu'il relate sobrement.
La jolie brune est, désormais, devenue la « fiancée » de Roger Borniche. On y relate comment l'inspecteur Borniche est intervenu auprès d'un indic (Freddy) pour servir d'intermédiaire et localiser Buisson.
On y découvre, ce qui avait été passé sous silence par toutes les versions précédentes, que Charles Chenevier est intervenu auprès d'un aubergiste près d'Évreux pour héberger Émile Buisson. On y apprend comment la traque de Buisson a été opérée par Borniche et Chenevier. On y apprend également les raisons pour lesquelles la Sûreté nationale a prétendu que l'arrestation était intervenue à Boulogne-Billancourt : il s'agissait tant d'une mauvaise farce faite au service concurrent (la Préfecture de police de Paris, compétente sur Boulogne) que de ne pas compromettre l'hôtelier qui avait accepté d'héberger Buisson.
Sur l'arrestation d'Émile Buisson, on apprend que contrairement aux déclarations officielles de juin 1950, l'inspecteur Hours n'était pas dans le restaurant mais à l'extérieur avec Charles Chenevier et que seuls Roger Borniche et sa « compagne » (en réalité son épouse) étaient d'abord entrés dans l'auberge car : « étant le plus jeune, le plus souple et le plus costaud du groupe, c'est lui qui devait ceinturer Buisson de qui il était inconnu ». Le commissaire Gillard les a rejoints par la suite.
Dans cette enquête du journaliste — qui ne peut avoir été réalisée sans interview du commissaire Charles Chenevier, tant les détails (ignorés du grand public) sont précis — on retrouve les grandes lignes décrites, huit ans plus tard, par Roger Borniche dans Flic Story : 

« Vers 13 heures, Borniche arrête devant l'hôtel la Delahaye qu'il a louée pour la circonstance. Il entre dans l'établissement au bras de sa compagne. C'est lui – il est le plus jeune, le plus souple et le plus costaud du groupe – qui doit ceinturer Buisson de qui il est inconnu.
Le commissaire Gillard pénètre à son tour dans la salle et s'installe à une table. Chenevier et Hours sont dans le jardin : Borniche s'accoude au zinc. Par la porte ouverte, il aperçoit Buisson, qu'il reconnaît aussitôt, attablé dans la cuisine. Ce n'était pas prévu.
L'inspecteur s'assied à sa table. Sa compagne feignant de se remaquiller, surveille Buisson dans son poudrier. Borniche cherche comment l'atteindre sans éveiller ses soupçons. Il a un éclair. Le téléphone est installé dans la cuisine. Il se lève et le plus naturellement du monde demande bien haut à téléphoner. La serveuse lui désigne le poste dans la cuisine. Il se dirige vers le combiné et demande un numéro à Deauville.
Buisson le regarde, l'écoute. Borniche lui sourit en dévidant son boniment.
— Allo ! Ici le docteur André. Je suis sur la route mais je serai en retard. Ne m'attendez pas pour les visites.
Pour qui connaît Borniche, il n'a rien pourtant d'un médecin mais Buisson ne se méfie pas.
C'est ma clinique, dit l'inspecteur à la patronne en raccrochant.
Il se dirige vers la salle et au moment où il passe derrière lui, il saute sur lui, le cloue sur la chaise, lui fait une clef au bras et immobilise le gangster qui bafouille :
— Mais qu'est-ce que vous me voulez ?
— Tu es fait Mimile, lui dit Borniche. Ne bouge surtout pas sans ça c'est ta fête.
Et c'est la compagne du policier, qui a suivi toute la scène, qui tire les menottes de son sac à main et les passe à Buisson. Après quoi, elle sort un sifflet de sa poche et lance trois coups brefs. Les autres policiers accourent.
— Ah, c'est encore vous, dit le gangster à Chenevier qu'il a reconnu immédiatement. Payez moi une fine.
Et les policiers finissent de déjeuner. Il y a des fraises au dessert.
C'est moi qui les ai cueillies, leur confie Mimile.
L'ennemi public n° 1 était tombé comme un vulgaire voleur de poules. »

— Borniche 1973.

### Résumé des faits
Émile Buisson était donc hébergé en Normandie, dans une auberge près d'Évreux. L'arrestation est décidée mais s'avère délicate en raison du caractère particulièrement dangereux de l'homme. Charles Chenevier ne peut intervenir directement puisque Buisson le connaît. C'est Roger Borniche, son adjoint, qui est chargé de l'opération. Il se rend, dans une voiture de luxe, prêtée par un ami avocat, dans l'auberge, accompagnée de son épouse Martine et d'un ami (en réalité le commissaire Gillard) pour déjeuner. Les deux policiers restent le dos à Buisson pour ne pas attirer sa méfiance, pendant que madame Borniche décrit tous les faits et gestes de Buisson qui se trouve à l'office. À un moment donné celui-ci a disparu, au désespoir des policiers… il est simplement parti dans le jardin cueillir les fraises commandées par les trois compères. Puis Borniche se lève et demande à téléphoner, ayant repéré que le combiné se trouve à l'office où se tient Buisson. Il se fait passer pour un médecin qui appelle sa clinique. C'est en revenant de téléphoner que Roger Borniche saute sur Buisson et le ceinture. Son épouse, qui garde les menottes dans son sac à main, arrive et les lui passe, puis donne le signal convenu en sifflant pour appeler les policiers (Chenevier et Hours) qui attendent à l'extérieur et qui arrivent arme au poing.
En voyant des hommes armés entrer dans l'auberge, les paysans, alertés par des automobilistes qui passent sur la RN 13, croyant à un braquage, se ruent, armés de fourches, pour prêter main-forte à l'aubergiste. Finalement, le quiproquo sera vite dissipé, les policiers s'étant présentés.
Un haut fonctionnaire de la police américaine, en vacances dans la région et déjeunant dans l'auberge, assista à toute l'opération et fit signer des autographes à tous les participants, y compris Buisson.